# Brachypogon norvegicus
Brachypogon norvegicus är en tvåvingeart som beskrevs av Ryszard Szadziewski och Hagan 2000. Brachypogon norvegicus ingår i släktet Brachypogon och familjen svidknott.
Artens utbredningsområde är Norge. Inga underarter finns listade i Catalogue of Life.